# Garzweiler dagbrud
Garzweiler dagbrud (tysk: Tagebau Garzweiler) er et stort dagbrud i Nordrhein-Westfalen i Tyskland. Minen drives af RWE og benyttes til at udvinde brunkul. Minen har for tiden et omfang på 48 kvadratkilometer og har sit navn fra landsbyen Garzweiler, som tidligere fandtes på minens nuværende område.
Udvindingen, foretaget af RWE's datterselskab RWE Power AG, har hidtil omfattet den første af to planlagte faser. Garzweiler I omfatter et 66 kvadratkilometer stort område vest for den nu nedlagte og opgravede Bundeautobahn 44. Det aktive udvindingsområde Garzweiler II ligger vest for den tidligere motorvej og er 18 kvadratkilometer mindre end Garzweiler I. Forbundsregeringen i Nordrhein-Westfalen godkendte den 31. marts 1995 udvindingsplanen for Garzweiler II, og den 18. juni 2006 overgik udvindingen til Garzweiler I.